# Rio Bega
O rio Bega (em romeno  e alemão), Begej (em sérvio; Бегеј) ou Béga (em húngaro) é um rio da Romênia e da Sérvia, afluente do Tisza, no qual desagua próximo de Titel, Sérvia. Parte do seu leito faz parte do Canal de Bega.
Este rio está muito associado à cidade de Timișoara.